# Пилипенко Ярина Улянівна
Ярина (Ірина) Улянівна Пилипенко (1893 — 1979) — українська художниця і вишивальниця, майстриня петриківського розпису, одна з найвідоміших майстринь цього напрямку на початку 20 століття.

## З життєпису
Справжнє ім'я Ярина, проте використовувала більш прийнятне для радянської влади ім'я Ірина.
Учасниця республіканський виставок з 1935 року, міжнародних — з 1968 року.
Значна колекція творів художниці зберігається у Музеї українського народного декоративного мистецтва.